# Список запусков баллистических ракет в СССР в 1950 году

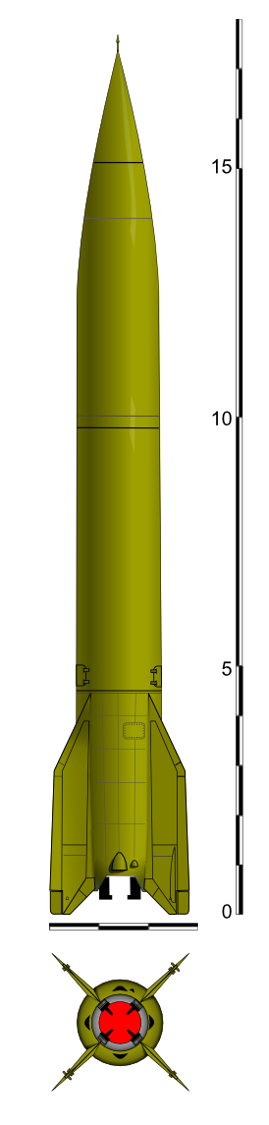
Ракета Р-2

В списке запусков баллистических ракет в СССР в 1950 году, в хронологическом порядке представлены все запуски баллистических ракет, произведённые на территории СССР в 1950 году. Всего было произведено 12 запусков ракет Р-2 (индекс ГРАУ — 8Ж38). Р-2 является развитием немецкой ракеты V-2 (A-4).
Несмотря на близкое родство Р-2 не была точной копией ФАУ-2. Ключевым отличием Р-2, испытываемых в 1950 году, было использование отделяемой головной части, в которой должен был находиться заряд взрывчатого вещества. Кроме этого в Р-2 использовался несущий топливный бак, широко использовались алюминиевые сплавы, был улучшен двигательный агрегат и топливная система, изменена общая компоновка изделия и использовалась отечественная телеметрическая система «Дон». Дальность полёта была увеличена до 600 км, а точность обеспечивалась системой радиокоррекции.
Все запуски баллистических ракет в СССР в 1950 году производились с территории 4-го государственного центрального полигона (4-й ГЦП), известного как Капустин Яр.

## Подготовка запусков
Все запуски в 1950 году проводились в рамках 1-го этапа контрольно-доводочных испытаний ракеты Р-2. В соответствии с Постановлением Совета Министров СССР № 4161-1758 от 5 октября 1950 года «О проведении совместных испытаний ракет Р-2» испытания проводились по трассе и условиям, установленных во время испытаний экспериментальных ракет 2РЭ в 1949 году. Ракеты Р-2, испытывавшиеся в 1950 году, отличались от опытных ракет 2РЭ, испытанных в 1949 году. В нескольких ракетах хвостовой отсек был выполнен из дюраля — это позволило снизить вес сухой ракеты почти на 250 кг. Кроме этого испытывались разные варианты электрических и гидравлических коммуникаций, системы питания и запуска двигателя другие элементы.
Постановление Совета Министров СССР № 4731-2048 от 25 ноября 1950 года «О результатах экспериментальных испытаний и дальнейших работах по созданию ракеты Р-2» определяло требование по кучности стрельбы «по дальности ±10 километров и в боковом направлении ±8 километров» в 1950 году и ±8 на ±4 километра в 1951 году.

## Список
Каждый запуск баллистической ракеты, произведённый в СССР в 1950 году, был зафиксирован в «Книге учёта пуска ракет за 1947—1962 гг. Архив Военно-научного комитета РВСН».
| Цветовая легенда  |
| ----------------- |
| Нормальный запуск |
| Аварийный запуск  |

| № пп | Тип ракеты | Дата испытания  | Номер изделия | Место запуска | Дальность плановая (км) | Отклонение по дальности (км) «-» недолёт, «+» перелёт | Отклонение от оси запуска (км) «Л» влево, «П» вправо | Результат запуска | Примечания                                      |
| ---- | ---------- | --------------- | ------------- | ------------- | ----------------------- | ----------------------------------------------------- | ---------------------------------------------------- | ----------------- | ----------------------------------------------- |
| 1    | Р-2        | 21 октября 1950 |               | 4-й ГЦП       | 553,7                   | -208,9                                                | П 29,6                                               | Авария            |                                                 |
| 2    | Р-2        | 26 октября 1950 |               | 4-й ГЦП       | 553,7                   | +2,2                                                  | П 1,05                                               | Норма             |                                                 |
| 3    | Р-2        | 27 октября 1950 |               | 4-й ГЦП       | 553,7                   | -1,0                                                  | П 4,4                                                | Норма             | Разрушение стабилизационной юбки головной части |
| 4    | Р-2        | 30 октября 1950 |               | 4-й ГЦП       | 553,7                   | -0,7                                                  | П 6,7                                                | Норма             | Разрушение стабилизационной юбки головной части |
| 5    | Р-2        | 8 ноября 1950   |               | 4-й ГЦП       | 553,7                   | -396,2                                                | Л 36,64                                              | Авария            |                                                 |
| 6    | Р-2        | 14 ноября 1950  |               | 4-й ГЦП       | 553,7                   | +10,0                                                 | 0,0                                                  | Норма             | Разрушение стабилизационной юбки головной части |
| 7    | Р-2        | 18 ноября 1950  |               | 4-й ГЦП       | 553,7                   | -201,6                                                | П 34,3                                               | Авария            |                                                 |
| 8    | Р-2        | 26 ноября 1950  |               | 4-й ГЦП       | 553,7                   |                                                       |                                                      | Авария            | Ракета взорвалась в воздухе                     |
| 9    | Р-2        | 11 декабря 1950 |               | 4-й ГЦП       | 553,7                   | +3,0                                                  | П 0,67                                               | Норма             | Разрушение стабилизационной юбки головной части |
| 10   | Р-2        | 12 декабря 1950 |               | 4-й ГЦП       | 553,7                   | +0,2                                                  | Л 1,6                                                | Норма             |                                                 |
| 11   | Р-2        | 16 декабря 1950 |               | 4-й ГЦП       | 553,7                   | -0,6                                                  | Л 0,8                                                | Норма             | Разрушение стабилизационной юбки головной части |
| 12   | Р-2        | 20 декабря 1950 |               | 4-й ГЦП       | 553,7                   |                                                       |                                                      | Авария            | Ракета взорвалась в воздухе                     |

## Итоги запусков

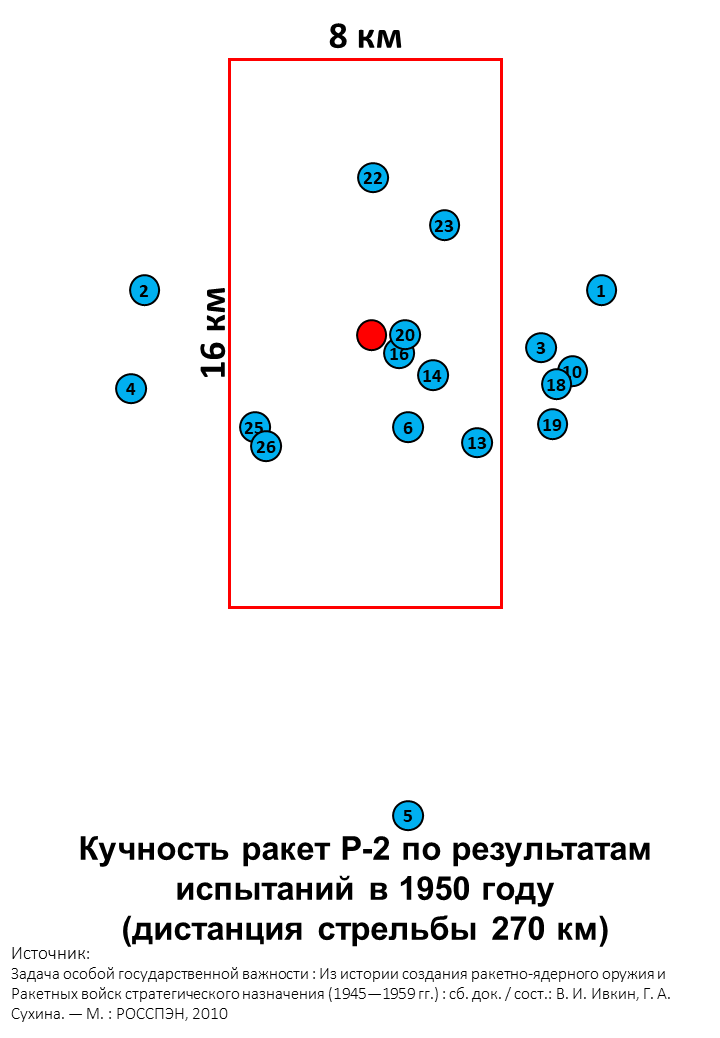

Результаты пусковой компании 1950 года были неутешительными: все из 12 осуществлённых запусков были в той или иной степени неудачными. Пять запусков были аварийными (отказ системы управления, авария двигательной установки, негерметичность трубопроводов) и привели к потере ракет на активном участке. Семь ракет успешно сработали на активном участке, но из-за перегрева и динамических нагрузок головная часть разрушалась до достижения поверхности. Использование дюралюминия для хвостового оперения не оправдало надежд: значительно выросли вибрации, которые привели к повышенному дрейфу гироскопа, в результате ракета отклонялась от заданного курса вплоть до разрушения ракеты. В результате было принято решение в дальнейшем для хвостового отсека использовать сталь.
На основании полученного опыта были проведены работы по упрочнению отделяющейся головной части, по улучшению герметичности пневмо- и гидро- соединений, был выбран лучший вариант системы управления и бортовой кабельной сети с повышенной надёжностью. В результате во время испытаний ракет Р-2 второй серии в 1951 году из 13 запущенных ракет только одна была аварийной.

## Комментарии
1. ↑  В списке указаны ракеты установленные на стартовую позицию; при отсутствии номера в источнике, в таблице номер не указывается.